# Едді Тернбулл
Едді Тернбулл (англ. Eddie Turnbull, нар. 12 квітня 1923, Фолкерк — пом. 30 квітня 2011) — шотландський футболіст, що грав на позиції нападника. По завершенні ігрової кар'єри — тренер.
Виступав за клуб «Гіберніан», а також національну збірну Шотландії.
Триразовий чемпіон Шотландії. Володар Кубка Шотландії (як тренер). Володар Кубка шотландської ліги (як тренер). 

## Клубна кар'єра
У дорослому футболі дебютував 1946 року виступами за команду клубу «Гіберніан», кольори якої і захищав протягом усієї своєї кар'єри гравця, що тривала чотирнадцять років. Більшість часу, проведеного у складі «Гіберніана», був основним гравцем атакувальної ланки команди. У складі «Гіберніана» був одним з головних бомбардирів команди, маючи середню результативність на рівні 0,43 голу за гру першості. За цей час тричі виборював титул чемпіона Шотландії.

## Виступи за збірну
1948 року дебютував в офіційних матчах у складі національної збірної Шотландії. Протягом кар'єри у національній команді, яка тривала 11 років, провів у формі головної команди країни лише 9 матчів.
У складі збірної був учасником чемпіонату світу 1958 року у Швеції.

## Кар'єра тренера
Розпочав тренерську кар'єру, повернувшись до футболу після невеликої перерви, 1963 року, очоливши тренерський штаб клубу «Квінз Парк».
1965 року став головним тренером команди «Абердин», тренував команду з Абердина шість років.
Останнім місцем тренерської роботи був клуб «Гіберніан», головним тренером команди якого Едді Тернбулл був з 1971 по 1980 рік.
Помер 30 квітня 2011 року на 89-му році життя.

## Титули і досягнення

### Як гравця
- Чемпіон Шотландії (3):

«Гіберніан»:  1947-1948, 1950-1951, 1951-1952

### Як тренера
- Володар Кубка Шотландії (1):

«Абердин»:  1969-1970
- Володар Кубка шотландської ліги (1):

«Гіберніан»:  1971-1972